# OMÁV Ib
Az ÁVT Ib osztály (később 23.5 sorozat)  egy  gyorsvonati szerkocsisgőzmozdony-sorozat volt az Osztrák–Magyar Államvasút-Társaságnál (OMÁV) (Staats-Eisenbahn-Geselschaft, StEG)

## Története
Az ÁVT saját gyárában építtette ezt két, 100 típusjelű mozdony 1888-ban. Összehasonlítva az I és Ia sorozatot, utóbbinak nagyobb rostélymérete volt a rosszabb minőségű szenek jobb elégetéséhez, Bár a kazánok közel azonos méretűek , ennek ellenére egészen más formájuk volt.
A mozdonyok Wesselyben állomásoztak.
Az osztrák és magyar pályaszakaszok szétválasztásakor a mozdonyok az osztrák részen maradtak (StEG 23.51-52 sorozat) A StEG 1909-es államosításakor a kkStB a 105 sorozatba osztotta őket amely besorolás a BBÖ-nél is megmaradt. Az első mozdonyt 1925-ben, a másodikat 1927-ben selejtezték.

## Fordítás
- Ez a szócikk részben vagy egészben  a   StEG II 141-142 című német Wikipédia-szócikk fordításán alapul.  Az eredeti cikk szerkesztőit annak laptörténete sorolja fel. Ez a jelzés csupán a megfogalmazás eredetét és a szerzői jogokat jelzi, nem szolgál a cikkben szereplő információk forrásmegjelöléseként. Az eredeti szócikk forrásai szintén ott találhatóak.